# Armand Le Gardeur de Tilly
Pour les articles homonymes, voir Le Gardeur (homonymie).
Armand Le Gardeur de Tilly, né à Rochefort le 14 janvier 1733 et mort au Domaine de La Salle à Champagne, le 1er janvier 1812, est un amiral français.

## Biographie
Entré dans les gardes-marine à Rochefort en 1750, il servit au Canada en 1751 et à Louisbourg en 1752. Passé enseigne de vaisseau en 1755, il servit à nouveau à Louisbourg en 1756.
Il fit campagne à Saint-Domingue en 1762 et fut promu lieutenant de vaisseau l'année suivante. Il servit en Amérique en 1767, puis aux Antilles en 1772.
Commandant de la frégate la Concorde en 1778, il s'empara de la frégate anglaise Minerva au large de Saint-Domingue et fut promu capitaine de vaisseau la même année.
En 1780, il servit comme commandant de l'Eveillé dans l'escadre de Ternay. Il s'empara du vaisseau anglais Romulus le 19 février 1781, se distingua le 16 mars 1781 face à l'escadre d'Arbuthnot et prit part aux combats de Saint-Christophe et des Saintes.
Promu chef de division en 1786, contre-amiral en 1791 et vice-amiral, il prit sa retraite en 1792.
Il fut emprisonné sous la Terreur et ne retrouva sa liberté qu'après le 9 thermidor.

## Distinctions
- Chevalier de l'ordre royal et militaire de Saint-Louis